# Hymnus dne
Hymnus dne je sborový hymnus, který se soustředí na téma lekcí z Písma, neboli textů pro danou konkrétní bohoslužbu v případě protestantských denominací či během Božské liturgie (či jiné liturgie) v případě pravoslavných.

## Užití
Praxe byla vyvinuta Luterány a je současně v užívání v několika křesťanských denominacích. Podle Carla Schalka vychází hymnus dne ze zpěvu graduálu, který se zpívá před čtením epištol. Pravoslavné církve hymnus dne užívají pro významné svátky, obdobně jako tropary a kondaky, případně akathisty.
V protestantismu se jedná o nejdůležitější hymnus bohoslužby, obecně se používá během úvodní části liturgie, ale může se lišit v umístění v závislosti na tom, který luteránský zpěvník se používá. Například, Lutheran Book of Worship (1978) navrhuje, aby hymnus dne byl umístěn buď bezprostředně před nebo po kázání. Novější evangelická luteránská bohoslužba (2006) však její použití naznačuje až po kázání. Lutheran Hymnal (1941) naznačuje, že hymnus dne předchází kázání, přičemž mezi hymnu dne a kázání je vloženo Apoštolské vyznání víry.